# Centroscymnus coelolepis
La pailona  conocida en algunos puertos del Cantábrico como foca (Centroscymnus coelolepis) es una especie de tiburón de la familia Somniosidae.

## Morfología
Elasmobranquio Selacimorfo de la familia Somniosidae, presenta cinco pares de hendiduras branquiales. Posee dos espinas dorsales duras muy pequeñas. Esquina interior de la aleta pectoral generalmente redondeada, nunca extendida. No posee aletas anales. Carece de membrana nictitante. Morro muy pequeño, dientes superiores lanceolados y los inferiores con los vértices cortos y oblicuos. Cuerpo cilíndrico. Línea lateral que en adultos posee dentículos circulares suaves. Piel bastante suave en comparación con especies similares. Color uniforme de castaño dorado a oscuro.

## Distribución geográfica
Se distribuye en el talud y en la zona abisal, entre los 270 y 2000 m de profundidad. Normalmente se encuentra en los 400 m, no obstante ostenta el registro de más profundidad de cualquier elasmobranquio ya que ha sido capturado a 3.675 m. Vive preferentemente en aguas con temperaturas entre 5 y 10 °C.

## Alimentación
Se alimenta principalmente de peces (incluidos otros escualos) y cefalópodos, gasterópodos y cetáceos.

## Reproducción
Ovovivíparo aplacentario con 13 a 29 jóvenes por camada, que nacen con alrededor de 27-31 cm.

## Pesca
Especie que hace algunos años se pescaba mediante palangre de fondo, en el Cantábrico junto a otros tiburones de fondo como Centrophorus squamosus y Centrophorus granulosus, principalmente para la obtención de aceite mediante la fermentación de su hígado, su carne también era comercializada para su consumo, siendo exportada a algunas zonas del Mediterráneo. Debido a la sobrepesca y a su lento desarrollo las poblaciones se han resentido, por lo que su pesca está prohibida.